# ヴァランタン・マドゥアス
ヴァランタン・マドゥアス （Valentin Madouas、1996年7月12日 - ）はフランス・ブレスト出身の自転車競技選手。現在はグルパマ・FDJ所属。父のローラン・マドゥアスも元自転車競技選手。「ヴァルンタン・マドアス」とも表記される。

## 来歴

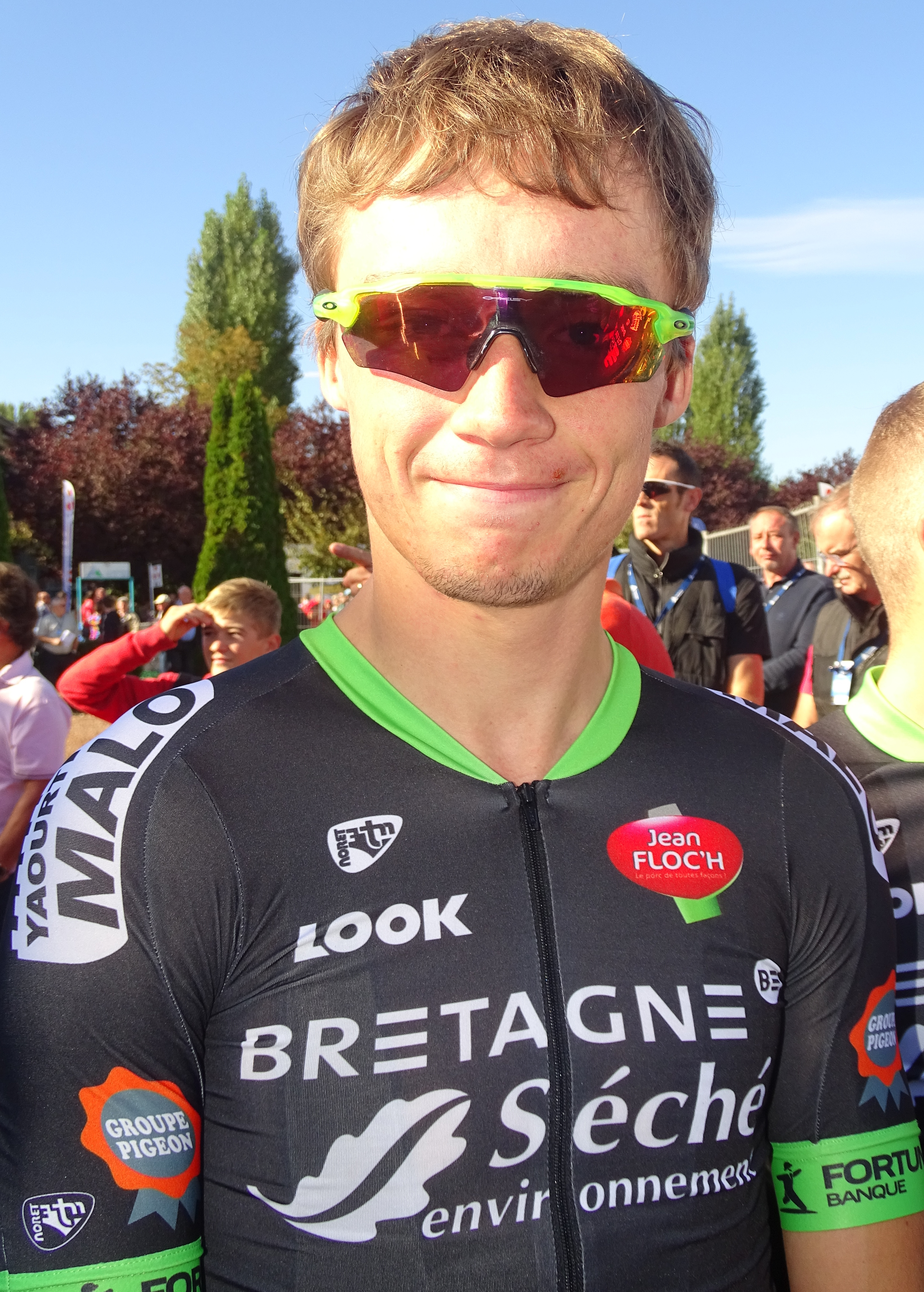
2015年のヴァランタン・マドゥアス

### アマチュア時代
2012年に、カデカテゴリーでフランス選手権の個人追い抜きとマディソンのダブルチャンピオンになりにブルターニュ選手権の個人タイムトライアルで優勝。地元ブレストのBIC 2000のジュニアチームに所属したジュニア時代は、ヨーロッパ選手権で2つの銀メダルを獲得するなどトラックレースでの活躍が目立ち、ロードレースでも7勝を挙げた。そんな活躍もあり2年目にはチームのリーダーとなった。
また競技活動と並行して、2014年からISENブレストで電子工学を学んでいる。
2016年8月、フランス代表に選出されツール・ド・ラブニールとツール・ド・レンに出場。
2016年10月、フランスのスポーツ新聞レキップのウェブサイトで2018年にFDJでプロデビューすることが発表された。また2017年には1月12日から16日までFDJのトレーニングキャンプに参加した。
2017年8月、FDJにトレーニーとして加入。ツール・デュ・ドゥーで8位に入るなどの活躍を見た。9月14日、FDJは2018年から2年契約を結んだことを発表した。

### プロ時代

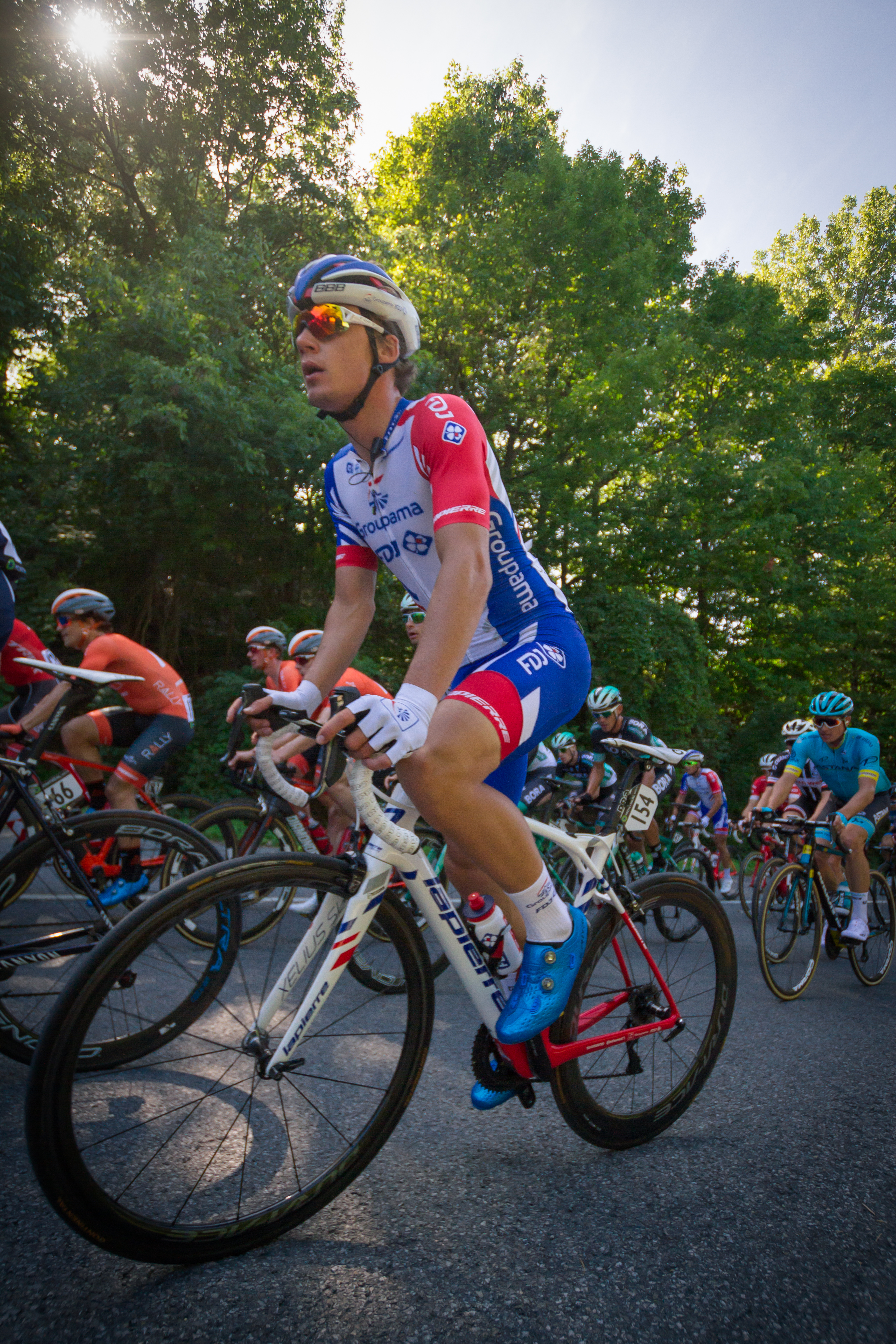
2018年のヴァランタン・マドゥアス。

#### 2018年
プロとして初のレースとなったグランプリ・シクリスト・ラ・マルセイエーズで7位に入る。ツール・デュ・オー・ヴァルでは総合4位。初ワールドツアーとなったストラーデ・ビアンケでは序盤からアタックし逃げに乗り、集団に捕まった後も集団に食らいつき20位でゴール。グランプロ・ド・ドナン（19位）、クラシック・ロワール＝アトランティック（36位）、ショレ＝ペイ・ド・ロワール（26位）とフランスのワンデーレースを転戦した後、イツリア・バスク・カントリーに出場。そしてパリ〜カマンベールではリリアン・カルメジャーヌの独走逃げ切りを許してしまったものの2位表彰台。6月には、ルート・ドクシタニーでは総合8位に入りヤングライダー賞を獲得。ビンクバンク・ツアーで総合25位に入った後、8月末のブルターニュ・クラシックでは8位に入った。その翌日、インスブルック行われる世界選手権のU23フランス代表に選ばれたことが発表された。9月は、グランプリ・シクリスト・ド・モンレアルで12位、 グランプリ・ディスベルグで6位、世界選手権ロードレースU23では27位。10月4日、パリ〜ブールジュで残り2kmでアタックして、ブリアン・コカールやクリストフ・ラポールトらの猛烈な追い上げを振り切り、プロ初勝利を挙げた。

#### 2019年
プロ2年目の2019年は、シーズン序盤のエトワール・ド・ベセージュで総合8位とヤングライダー賞、クラシック・ドゥ・ラルデシュとドローム・クラシックで2位と好調なスタート。3月にはパリ〜ニースに初出場し総合11位、ヤングライダー賞部門ではエガン・ベルナルに続く2位。4月にはワールドツアーレースを転戦し、イツリア・バスク・カントリーでトップ15フィニッシュ3回で総合17位、その後はアルデンヌクラシックに出場し、アムステルゴールドレースで8位、フレッシュ・ワロンヌで40位、リエージュ〜バストーニュ〜リエージュで31位。
5月には初のグランツール、ジロ・デ・イタリアに出場。1週目から、丘陵ステージの第6と第7ステージでトップ10に入る活躍を見せた。そんな活躍もあり1回目の休息日でチームはマドゥアスとの契約を2021年まで延長したことを発表。その後レースの舞台は本格的な山岳に移っていき、第13ステージでは最後の登りに入るまで集団に残りステージ14位。そして第20ステージではクローチェ・ダウネ峠でアタックするものの残り4kmで捕まってしまいステージ8位。最終的に総合13位、ヤングライダー部門4位で初のグランツールを終えた。

#### 2020年
シーズン序盤に出場したフォーン＝アルデシュ・クラシックでの落車で顎を骨折し、パリ〜ニースへの出場を断念した。

## ロードレースでの主な結果

### アマチュア時代
- 2012
  -  Champion de Bretagne du contre-la-montre cadets
- 2013
  - 1re étape du Grand Prix Fernand-Durel (contre-la-montre)
  - Classement général du Trophée Sébaco
  - 2e du Trophée Louison-Bobet
  - 2e du Grand Prix Fernand-Durel
- 2014
  - Challenge National juniors
  - Grand Prix Fernand-Durel :
    - Classement général
    - 1re étape (contre-la-montre)

  - Classement général du Tour du Canton d'Aurignac
  - Trophée Sébaco :
    - Classement général
    - 1re étape (contre-la-montre)

  - 1re étape du Grand Prix Général Patton
  - 2e étape de la Ronde des vallées (contre-la-montre)
  - 2e du Grand Prix Général Patton
  - 3e de la Ronde des vallées
- 2015
  - Boucles de la Loire
  - Manche-Océan
  - 3e du Tour des Deux-Sèvres

- 2016
  - Template:Maillot Champion de France sur route amateurs
  -  Champion de Bretagne sur route espoirs
  - Route bretonne
  - Circuit du Mené :
    - Classement général
    - 2e étape

  - 4e étape du Tour d'Eure-et-Loir
  - La SportBreizh :
    - Classement général
    - 1re étape

  - 2e étape du Tour du Pays Roannais
  - Ronde finistérienne - Locquénolé
  - 2e étape du Kreiz Breizh Elites
  - 2e du Circuit du Morbihan
  - 2e du Grand Prix Gilbert-Bousquet
  - 3e du Grand Prix de la Pentecôte à Moncontour
- 2017
  - 2e étape du Tour du Canton de l'Estuaire
  - 1re étape de l'Essor breton
  - 2e étape de la SportBreizh
  - 2e de Manche-Atlantique
  - 2e de l'Essor breton
  - 2e du Grand Prix de Blangy-sur-Bresle

### プロ時代
2018
- パリ〜ブールジュ 優勝
- パリ〜カマンベール 2位
- ツール・デュ・オー・ヴァル 総合4位
- パリ〜ツール 5位
- グランプリ・ディスベルグ 6位
- ダンケルク4日間レース 総合7位
- グランプリ・ラ・マルセイエーズ 7位
- ルート・ドクシタニー 総合8位
  - ヤングライダー賞
- ブルターニュ・クラシック 8位

2019
- クラシック・ドゥ・ラルデシュ 2位
- ドローム・クラシック 2位
- フランス選手権 ロードレース 5位
- エトワール・ド・ベセージュ 総合8位
  - ヤングライダー賞
- アムステルゴールドレース 8位

2020
- グランプリ・ラ・マルセイエーズ 2位

2021
- ポリノルマンド 優勝

2022
- パリ〜ニース  山岳賞
- ツール・デュ・リムザン  山岳賞
- ツール・デュ・ドゥー 優勝

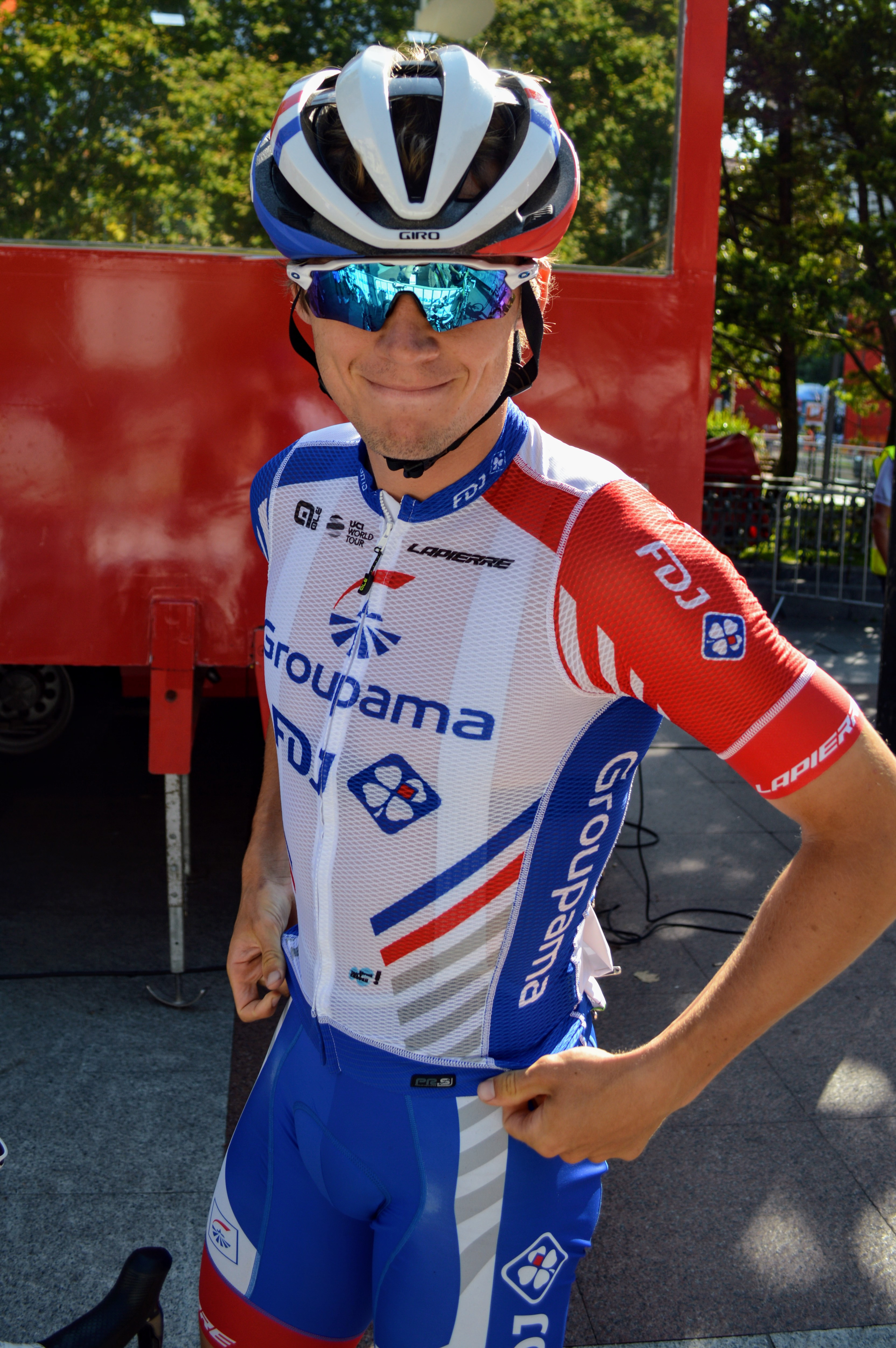
2019年8月、クラシカ・サンセバスティアンにて

- ツール・ド・ルクセンブルク 区間優勝（第1、5ステージ）

2023
- フランス選手権 個人ロードレース 優勝
- ブルターニュ・クラシック 優勝

2024
- パリオリンピック ロードレース  2位

### グランツールの総合成績
| グランツール               | 2019 | 2020 | 2021 | 2022 | 2023 |
| -------------------------- | ---- | ---- | ---- | ---- | ---- |
| ジロ・デ・イタリア         | 13   | —    | —    | —    | —    |
| ツール・ド・フランス       | —    | 27   | 42   | 10   |      |
| ブエルタ・ア・エスパーニャ | —    | —    | —    | —    |      |

## トラックレースでの主な結果

### 世界選手権
- 2014年ソウル
  - オムニアム 4位
  - マディソン 5位（コランタン・エルメノーと共に）

### ヨーロッパ選手権
- 2013年アナディア
  - ジュニア 団体追い抜き 2位
  - ジュニア 個人追い抜き 2位

### フランス選手権
- 2011年
  - カデ 個人追い抜き 3位
- 2012年
  - カデ 個人追い抜き 優勝
  - カデ マディソン 優勝（テオフィル・ルブランと共に）
  - カデ ポイントレース 3位
- 2014年
  - ジュニア 団体追い抜き 2位
  - ジュニア 個人追い抜き 3位
- 2015年
  - ポイントレース 3位

### ブルターニュ選手権
- 2014年
  - 団体追い抜き 優勝
  - ジュニア 個人追い抜き 優勝
  - ジュニア ポイントレース 優勝

## 注意事項と参考文献
1. ↑  “Dossier de presse - Les trophées du sport 2014 - Région Bretagne”. www.bretagne.bzh. 2017年6月4日閲覧。
2. ↑  “Championnats de France de l'Avenir sur piste à Hyères. Madouas et Leblanc, cadets en or !”. letelegramme.fr (2012年7月19日). 2018年8月17日閲覧。
3. ↑  “Bretagne CLM Cadets : Valentin Madouas en champion !”. sportbreizh.com (2012年9月23日). 2018年8月17日閲覧。
4. ↑  “BIC 2000. Madouas leader d'une équipe junior”. letelegramme.fr (2014年2月27日). 2018年8月17日閲覧。
5. ↑  “Tour de France. Valentin Madouas : "Envie d'y être !" (rubrique "En complément")”. letelegramme.fr (2018年7月7日). 2018年8月17日閲覧。
6. ↑  Alexandre Mignot (2016年8月3日). “Tour de l'Avenir : La sélection française dévoilée”. cyclingpro.net. 2016年8月3日閲覧。
7. ↑  Nicolas Gachet (2016年8月3日). “Tour de l'Ain : La sélection française”. directvelo.com. 2016年8月3日閲覧。
8. ↑  “Transfert : Valentin Madouas”. lequipe.fr (2016年10月5日). 2016年10月5日閲覧。
9. ↑  FDJ : Neufs coureurs suivis en 2017
10. ↑  “La FDJ a ses trois stagiaires”. directvelo.com (2017年7月3日). 2017年7月3日閲覧。
11. ↑  Nicolas Gachet (2018年1月28日). “Valentin Madouas : « Je me suis surpris »”. directvelo.com. 2018年1月30日閲覧。
12. ↑  “Valentin Madouas, quel guerrier pour la dernière de FDJ”. equipecycliste-groupama-fdj.fr (2018年3月3日). 2018年4月10日閲覧。
13. ↑  “Route d'Occitanie. Victoire de Valverde, Madouas 8e et meilleur jeune”. letelegramme.fr (2018年6月17日). 2018年6月17日閲覧。
14. ↑  “Classements BinckBank Tour 2018”. eurosport.fr (2018年8月19日). 2018年8月28日閲覧。
15. ↑  Quentin Rouillé (2018年8月26日). “Bretagne Classic Ouest-France : Naesen s’impose après une course épique”. cyclingpro.net. 2018年8月27日閲覧。
16. ↑  “Championnats du monde. Six Bretons en sélections”. letelegramme.fr (2018年8月28日). 2018年8月28日閲覧。
17. ↑  AFP (2018年10月4日). “Cyclisme - Paris-Bourges : premier succès en pro pour Valentin Madouas”. eurosport.fr. 2018年10月4日閲覧。
18. ↑  Clément Labat-Gest (18/05/2019). “Tour d'Italie - Encore un top 10 pour Valentin Madouas” (フランス語). www.cyclismactu.net. 19/05/2019閲覧。 エラー: 閲覧日が正しく記入されていません。
19. ↑  “Valentin Madouas a prolongé de deux ans son contrat avec Groupama-FDJ” (フランス語). lequipe.fr (21/05/2019). 02/06/2019閲覧。 エラー: 閲覧日が正しく記入されていません。
20. ↑  “Valentin Madouas (Groupama-FDJ) : «Une belle performance»” (フランス語). lequipe.fr (24/05/2019). 02/06/2019閲覧。 エラー: 閲覧日が正しく記入されていません。
21. ↑  “Giro 2019. La victoire d’étape pour Bilbao, Carapaz reste maillot rose” (フランス語). ouest-france.fr (01/06/2019). 02/06/2019閲覧。 エラー: 閲覧日が正しく記入されていません。
22. ↑  “Victime d'une fracture de la mâchoire, Valentin Madouas renonce à Paris-Nice”. lequipe.fr.  L'Équipe (2020年3月4日). 2020年3月28日閲覧。